# Dečki: roman iz dijaškega internata
Dečki: roman iz dijaškega internata je prvi slovenski roman s homoerotično tematiko, ki ga je napisal France Novšak, ko mu je bilo 20 let. Odlomki iz romana so bili prvič objavljeni v reviji Ljubljanski zvon leta 1937, naslednje leto pa je v knjigi izšla še precej razširjena različica. Po romanu je bil leta 1976 posnet film Stanka Josta z naslovom Dečki.

## Vsebina
Šestnajstletni Nani Papali se iz Ljubljane preseli v dijaški dom v Zagreb, kjer nadaljuje svoje šolanje. Že prvi dan v katoliškem internatu spozna tri leta mlajšega Srba Zdenka Castellija, nad lepoto katerega ni očaran le on, ampak celoten zavod in celo nadškof. V Zdenka je zagledana tudi njegova vrstnica Biserka, vendar on ugotovi, da je ob Naniju pravzaprav ne pogreša. Nani in Zdenko drug drugemu osvetljujeta dneve med mračnimi zidovi internata. Z besedami in poljubi večkrat izrazita svoja čustva in v kopalnici doživita najbolj erotičen trenutek svojega razmerja, ko občudujeta svoji goli telesi. Med preživljanjem božičnih praznikov v Škofji Loki preskoči iskrica med Nanijem in Zdenkovo sestro Vlasto. Nani začne premišljevati o tem, da je razmerje z Zdenkom le plod internatskega okolja in da mora dati prednost Vlasti. Zdenka prosi, naj ga pozabi, da pa lahko ostaneta prijatelja. Vseeno se spet skoraj poljubita, prav tedaj pa ju zaloti ravnatelj, ki jima prepove medsebojno druženje. Zdenko zapade v psihično krizo, proti koncu šolskega leta pa je tudi on odločen spremeniti svoj odnos do Nanija. Oba nadzorujeta svoje obnašanje, vendar ravnatelj Nanija tik pred koncem šolskega leta izključi iz zavoda, ko ga zasači pri Zdenku. Med skupnimi poletnimi počitnicami v Bohinju Nani na Zdenkov predlog napiše, kaj se je zgodilo med njima. Jeseni nadaljujeta šolanje na drugih šolah in vse manjkrat se vidita. Nani začne razmerje z Biserko, vendar kmalu po vpisu na fakulteto zboli in umre.

## Glavna tema
Tematika romana je prebujanje erotično-seksualnega samozavedanja dijakov v represivnem katoliškem internatu. Ključen del intimnega doživljanja oziroma prebujajoče se erotike najstnikov je seveda telo, Zavod svete Marije pa izrecno zatira telesnost. Zavod je prežet z dvojno moralo, ki zatira erotično prebujanje dijakov, po drugi strani pa sama zlorablja dečke na le komaj prikrit način. Ravnatelj, na primer, Zdenku in Naniju prepove druženje, medtem ko sam skrivaj občuduje Zdenka in prepoznava ničvrednost svojega neizživetega življenja. Zdenko in Nani medsebojne naklonjenosti ne živita nereflektirano, saj o "teh stvareh" premišljujeta in govorita, poskusita jih razumeti in vključiti v svoje življenje. Oba se zavedata, da so "te stvari" prepovedane in da morata sprejeti zunanjo ali osebno moralo. Homoseksualnost ni v romanu niti enkrat omenjena z besedo, ampak se uporablja poimenovanje, kot je "te stvari", kar je značilno za predemancipacijsko obdobje in globoko ponotranjen sram.

## Izdaje
Izdaji v reviji Ljubljanski zvon so sledile tri knjižne izdaje ljubljanskih založb: leta 1938 je roman izdala Satura, leta 1970 Mladinska knjiga, leta 2016 pa Škuc (zbirka Lambda).

## Kritike
Ob prvem izidu je roman zaradi svoje tematike ob izidu sprožil kar nekaj burnih odzivov. Tudi nekateri kritiki, ki so sicer pozdravili izid romana in drzno izbiro teme, so se strinjali glede neplastičnosti oseb ter občasno pomanjkljive zgradbe in stilistične neokretnosti. Po 2. svetovni vojni in vse do konca 20. stoletja je bilo zanimanja za Novšakovo delo malo. Literarna zgodovina je Dečke: roman iz dijaškega internata v glavnem prezrla ali pa je poudarila le domnevno Novšakovo kritiko vzgoje v katoliških internatih, ki je zaradi svoje zgrešenosti imela za posledico homoerotična nagnjenja. Kritika katoliške vzgoje je tako pravzaprav subtilno postala tudi kritika homoerotike, s katero fanta opravita, ko v njuni življenji vstopita dekleti.
Po mnenju Andreja Zavrla teza o homoseksualnosti kot prehodni fazi dečkov v romanu ni povsem trdna. Po njegovem mnenju Novšakov roman še ni ponudil prave alternative tradicionalni usodi homoseksualnih likov v književnosti, ki morajo umreti ali izbrati heteroseksualno pot, vendar pa roman vsebuje nastavke za afirmativnejše pisanje o homoseksualnosti. Zanimivo je, da je avtor zgodnjo smrt namenil Naniju, tako da ni mogel živeti heteroseksualne poti, ki jo je odločno izbral, za Zdenka pa lahko ugibamo, da je pozneje storil samomor, kar je bila in je še vedno usoda mnogih neheteroseksualnih ljudi, ki zaradi pritiska družbe in neizpolnjenega hrepenenja zapadejo v depresijo in osamljenost ter končajo svoja življenja. Zdi se, da izhod v heteroseksualnost ni odprt za vse, saj t. i. prehodna faza pri istospolno usmerjenih posameznicah in posameznikih nikoli ne mine.

## Filmske priredbe
Film Dečki Stanka Josta ni uspel prekiniti molka okrog knjige, saj je doživel le celjsko in ljubljansko premiero leta 1977, naslednjič pa je bil prikazan na Festivalu LGBT-filma leta 2004. Erotika med fantoma je prikazana zelo eksplicitno. V filmski priredbi je manj prevpraševanja spolnosti dečkov, obenem pa ni nakazana nujnost heteroseksualizacije, saj o življenju po internatu ne izvemo ničesar. Jostov film je postavljen v sodobnost, internat in osebje v njem so laični in postavljeni v Slovenijo.
1. 1 2 3 4 5 6 7 8 9  Zavrl, Andrej (2016). [France Novšak: oris življenja in dela France Novšak: oris življenja in dela].  V Novšak, France (ur.). Dečki: roman iz dijaškega internata. Ljubljana: Lambda. str. 274. COBISS 288039936. ISBN 978-961-6983-11-2. {{navedi knjigo}}: Manjkajoč naslov |chapter-url= (pomoč); Preveri vrednost |chapter-url= (pomoč)